# スーパーマン VS. エリート
『スーパーマン VS. エリート』（英: Superman vs. The Elite）は、DCコミックスから2001年に刊行されたジョー・ケリーによる『スーパーマン』のエピソード「What's So Funny About Truth, Justice & the American Way?」を原作とするOVA。DCユニバース・アニメイテッド・オリジナル・ムービーズとしては14作目の映像作品で、2012年6月12日に発売された。

## キャスト
| - クラーク・ケント / スーパーマン - ジョージ・ニューバーン - ロイス・レイン - ポーリー・ペレット - マンチェスター・ブラック - ロビン・アトキン・ダウンズ - コールドキャスト - カリオ・コルバート - メナジェリー - メリッサ・ディズニー - ザ・ハット - アンドリュー・キシノ - ヴェラ・ブラック - マルセラ・レンツ＝ポープ - アトミック・スカル - ディー・ブラッドリー・ベイカー - デシケーテッドマン - リック・ジーフ - ジミー・オルセン - デビッド・カウフマン - ペリー・ホワイト - フレッド・タタショア - ジョナサン・ケント - ポール・エイディング | - エフレイン・バクスター - ヘンリー・シモンズ - テレンス・バクスター - ハンク・バンクス - マンチェスター・ブラック（少年） - グレイ・デリスル - ヴェラ（少女） - タラ・ストロング - コメンテーター - トロイ・エヴァンス - 少年 - ジェニファー・ヘイル - アビゲイル - パメラ・コッシュ - ニュースキャスター - スマリー・モンタノ - ニュースキャスター - ラレイン・ニューマン - ポコリスタン大使 - ノーラン・ノース - ビアリ大使 - ステファン・スタントン - MI5エージェント - ブルース・ティム |

## 関連コミック
- Superman: The Greatest Stories Ever Told

2004年9月1日発売 ISBN 978-1401203399